# فریده عطیه
فریده عطیه (۱۸۶۷ - ۱۹۱۷) (نام کامل: فریده بنت یوسف بن دیب عطیة) نویسنده، روزنامه‌نگار و مترجم لبنانی بود. در مدرسهٔ آمریکایی بیروت درس خواند، از انگلیسی کتاب «أیام بومبای الأخیرة» را به عربی ترجمه نمود. همچنین رمانی به نام «بین عشرین» را دربارهٔ حوادث انقلاب عثمانی نوشت. 